# モンテフラーヴィオ
モンテフラーヴィオ（伊: Monteflavio）は、イタリア共和国ラツィオ州ローマ県にある、人口約1,200人の基礎自治体（コムーネ）。

## 地理

### 位置・広がり
ローマ県北東部のコムーネ。

#### 隣接コムーネ
隣接するコムーネは以下の通り。括弧内のRIはリエーティ県所属を示す。
- リチェンツァ
- モントーリオ・ロマーノ
- モリコーネ
- パロンバーラ・サビーナ
- サン・ポーロ・デイ・カヴァリエーリ
- スカンドリーリア (RI)

### 気候分類・地震分類
モンテフラーヴィオにおけるイタリアの気候分類 (it) および度日は、zona E, 2805 GGである。
また、イタリアの地震リスク階級 (it) では、zona 2B (sismicità media) に分類される。

## 行政

### 山岳部共同体
広域行政組織である山岳部共同体「モンティ＝サビニ・ティブルティーニ・コルニコラニ・エ・プレネスティーニ山岳部共同体」 (it:Comunità montana dei Monti Sabini, Tiburtini, Cornicolani e Prenestini) （事務所所在地: ティヴォリ）に属する。